# 대구오페라하우스
대구오페라하우스(大邱 Opera House)는 오페라 분야 대한민국 유일의 제작극장이다. 2003년 8월 7일에 개관하였다. 오페라 제작과 공연 뿐 아니라 시민을 위한 교육프로그램과 성악가를 위한 전문가양성 프로그램도 운영하고 있다.
설립 목적은 문화 인프라(현대적 시설 및 장비, 합리적 운영과 관리, 최고 서비스)를 기반으로 하여 공연의 질을 높이고, 공연 애호가를 양성하기 위함이다.
조직은 관장, 공연예술부, 무대시설부로 이루어져 있다. 공연예술부엔 공연기획팀과 교육사업팀, 무대시설부엔 무대예술팀, 시설관리팀이 포함되어 있다.
대구오페라하우스는 장애인용 엘레베이터와 장애인 전용 주차구역이 있으며, 휠체어 대여가 가능하고, 주출입구 단차가 없어 이용이 좀 더 편리하다.

## 연혁
- 1996년 6월 제일모직이 대구사업장을 구미로 이전할 당시, 삼성그룹의 발원지이기도 한 이곳 제일모직 터에 시민을 위한 문화공간 건립을 결정하면서 만들어지게 되었다.
- 2000년 11월 첫 삽을 뜨고, 이후 총 40여억원의 예산을 출현해 2년 9개월만에 완공된 대구오페라하우스는 단일공연장으로는 국내 최초의 오페라전문극장이면서 기업메세나 활동의 모범적 사례로 기록되고 있다.
- 2003년 8월 7일 창작오페라 '목화'로 개관하면서 대구오페라하우스를 대구 시민에게 기증하였고, 대구오페라하우스는 개관 첫 해부터 매년 가을, 대구국제오페라축제를 개최하는 등 연중 양질의 공연으로 시민들의 문화 향유권 충족을 위해 노력하고 있다.

## 아카데미
대구오페라하우스는 전문가양성 및 교육 프로그램을 운영하고 있다. 크게 오펀스튜디오, 시민아카데미, 공연 연계교육, 지역커뮤니티 연계교육, 온라인 예술교육이 있다.
오펀스튜디오는 오디션을 통해 성악가를 선발하여, 전문 성악가를 양성하는 사업이다. 시민아카데미는 시민들을 대상으로 한 예술교육으로, 성악실기 관련 교육이 해당된다. 공연 연계교육에는 D-Art路, 대구시 교육청 연계 교사연수(공연관람형), 문화소외계층 초청교육이 있다. 지역커뮤니티 연계교육에는 대구오페라하우스 후원회 초청교육과 대구시 교육청 연계 교사연수(강좌형)이 있다. 온라인 예술교육은 유튜브에 업로드된 영상을 통해 오페라와 관련된 다양한 주제의 영상을 볼 수 있다.

## 협력기관 및 자원활동가
대구오페라하우스는 대구광약자활센터와 2024년 7월 15일 업무협약을 맺었다. 이는 지역사회의 문화소외계층을 위한 것이다. 대구오페라하우스는 자활참여자, 청년 등의 문화소외계층를 대상으로 공연을 제공하고, 대구광약자활센터에서는 대구오페라하우스에서 열리는 축제나 공연에 대해 적극적인 홍보를 하여 상호간 협력할 것을 계획했다. 대구오페라하우스의 관장과 대구광역자활센터의 센터장은 문화소외계층이 문화적 혜택을 누리고, 문화예술 향유권을 향상하기를 기대한다고 말했다.
또한, 대구오페라하우스는 대구광역시 교육청과도 연계하여 프로그램을 운영하고 있다. 먼저 운영하는 프로그램명은 D-Art路로, 고등학교 1학년 학생들이 문화예술공연 체험을 하는 프로그램이다. 학생이 아닌 교원 및 전문직을 대상으로 하는 프로그램도 운영하고 있다. 공연관람형 강좌형이 있으며, 교원의 전문성 신장과 정서 지원을 위한 프로그램이다.
대구오페라하우스는 매년 오페라 필 자원 활동가를 선발한다. 오페라 필은 오페라를 좋아하는 사람이라는 의미를 가지고 있다. 이들은 대구오페라하우스에서 주관하는 대구국제오페라축제를 홍보하는 역할을 담당한다. 자원활동가들은 오페라 축제 운영에 직접 참여하는 기회가 주어지는데 이를 통해 오페라와 공연에 대한 역량을 키울 수 있다.

## 멤버쉽
대구오페라하우스는 멤버쉽 제도를 운영하고 있다. 연회비에 따라 특별 멤버쉽(100만원), 베르디 멤버쉽(50만원), 푸치니 멤버쉽(30만원)이 있다. 그 외에도 대구오페라하우스 20주년을 기념하는 의미가 담긴 기간 한정 특별 멤버쉽도 있다. 연회비는 100만원으로, 최대 100명까지 가입할 수 있다. 가입 기념 선물 제공, 카드 발급 등의 기본 혜택과 공연 관람 전 귀빈실 이용, 티겟 30%할인 등 특별 혜택을 제공한다.

## 건축
총 2,620평의 부지에 지하2층, 지상4층으로 지어진 건물로 유려한 곡선미의 그랜드피아노를 형상화했다. 내부가 환히 들여다보이도록 경쾌한 유리재질로 외관을 처리하여 공연장에 대한 시민들의 거리감을 대폭 줄임과 동시에 외적 아름다움을 배가 시켰다.
대구오페라하우스 부지는 삼성그룹 발전의 모태가 된 제일모직 공장터로 과거 삶의 애환이 담긴 생존을 위한 대표적인 장소였는데 이제 삶을 누리며 즐기는 장소로, 시민들에게 휴식과 이벤트를 제공하는 공간으로 드라마틱하게 변화했다
그렇기 때문에 대구오페라하우스 건축물 그 자체를 하나의작품, 하나의 오브제로서 자유로운 건축 표현을 하였다. 오페라를 담는공간은 공연 예술이 빛을 발하도록 리듬과 운율을 느낄수 있는 곳이며, 작가의 메시지를 관객이 보면서 이해할 수 있는 장소이다. 대구오페하우스는 리듬과 운율, 내재질서를 오브제에 유입시키는 일련의 작업결과라고 할 수 있다.
공연예술을 위한 공간은 관객과 공연자의 상호교감을 통한 최상의 연출이 가능하도록 음향적 요소와 시각적 디자인 이 병행되어야 한다. 대구오페라하우스는 말발굽형(Horseshoe-shaped)의 평면과 1,490개의 객석규모, 프로시니엄(Proscenium/무대 전면)의 규모 및 시야확보를 위한 발코니의 구성이 정통 오페라 공연에 필요한 기능을 충족시키고 있다. 대구오페라하우스는 듣는 공연 위주의 콘서트홀이 아닌 청각과 시각을 동원하여 보고 듣는, 오페라와 같은 예술 장르를 만족시킬 수 있는 공연장으로서 건축공간 및 무대장치의 효울적 운영 및 관리를 통해 뮤지컬, 발레, 무용, 라이브콘서트, 가극, 악극, 연극 공연 및 영화상영 등이 가능하도록 지어졌다.

## 부대시설
| 시설   | 종류 |
| ------ | --- |
| 연습실 | 대연습실 (68.1평) 1개실 지상3층,중연습실 (52.3평) 1개실 지하1층,소연습실 (22.5평) 3개실 지하1층 |
| 분장실 | 개인분장실 (23.5평) 5개실 지상1층,일반분장실 (67평) 2개실 지하1층,조연분장실 (46평) 2개실 지하1층 |
| 기타   | 지휘자실 (5평) 1개실 지하1층, 관혁악단실 (39.4평) 2개실 지하1층, 출연자휴게실(16.9평) 1개실 지하1층, 그린룸(8.7평) 1개실 지상1층, 세탁실 (2.6평) 1개실 지하1층, 편의시설 카페(68.4평) 1개소 지상1·2층, 주차장 실내주차장 132대 지하 1·2층, 야외주차장 268대 |

## 위치
도로명: 대구 북구 호암로 15 대구오페라하우스
지번: 칠성동2가 727

## 교통
- 시내버스

오페라하우스
간선일반 : 323, 323-1, 523
삼성홈플러스대구점
간선일반 : 503, 410, 410-1, 653
간선좌석 : 706
급행좌석 : 급행2
지선 : 북구4
대구도시공사
간선일반 : 300, 323, 323-1, 523, 730
간선좌석 : 708
지선 : 동구2, 북구4, 칠곡2
이마트칠성점
간선일반 : 300, 349, 836
지선 : 동구2, 북구4, 칠곡2
- 지하철

● 대구 도시철도 1호선 대구역에서 하차하여 중앙로 버스정류장(교동시장 입구쪽)에서 349번 버스 또는 택시 이용(롯데백화점 정문에서 택시정거장 이용)
① 349번은 시민운동장 맞은 편 정거장에서 하차(오페라하우스까지 도보로 5~7분 정도 소요)

② 택시를 이용할 경우 대구역에서 오페라하우스까지는 기본요금이 나오는 거리임.